# یومیلکا رویز
یومیلکا رویز (انگلیسی: Yumilka Ruiz؛ زادهٔ ۸ مهٔ ۱۹۷۸) بازیکن والیبال اهل کوبا عضو فعلی باشگاه اورالوخکا یکاترینبورگ است. رویز از سال ۱۹۹۳ تا ۲۰۰۸ عضو تیم ملی والیبال زنان کوبا بوده‌است. رویز در دروان عضویت خود در تیم ملی کوبا توانست در سه المپیک حضور موفق داشتبه باشد، مدال طلا ۱۹۹۶ آتلانتا، مدال طلا ۲۰۰۰ سیدنی و مدال برنز ۲۰۰۴ آتن دست‌آوردهای او با کوبا در المپیک است. یک طلا نورسکا و قهرمانی جهان و جام جهانی و بازی‌های پان امریکن از دیگر دست‌آوردهای مهم او به همراه تیم ملی کوبا است. در ماه اوت سال ۲۰۰۸ او به عضویت کمیته بین‌المللی المپیک درآمد. امتیازآورترین بازیکن قهرمانی جهان ۲۰۰۲ نیز مهمترین دست‌آورد فردی او به‌شمار می‌رود.